# Jaroslav Menšík
Jaroslav Menšík (* 7. prosince 1950 Humpolec) je český politik a architekt, od roku 2014 zastupitel a radní města Pardubice, od roku 2010 zastupitel a starosta městského obvodu Pardubice I, člen hnutí ANO 2011.

## Život
Vystudoval obor architektura na Fakultě stavební Českého vysokého učení technického v Praze (promoval v roce 1975 a získal titul Ing. arch.).
V letech 1975 až 1979 pracoval v oblasti vývoje a výzkumu u Pozemních staveb České Budějovice. V roce 1979 se přestěhoval do Pardubic a nastoupil na odbor územního plánování a architektury Městského národního výboru Pardubice, kde působil až do roku 1990. Následně byl jeden rok zaměstnancem Městského urbanistického střediska Pardubice. Od roku 1992 je osobou samostatně výdělečně činnou v oblasti architektury, projektové a inženýrské činnosti. Mezi významné realizace jeho staveb patří novostavba sídla firmy Infinity v Pardubicích (1997), novostavba obchodního centra AUTO RS v Pardubicích (1998), rekonstrukce sídla firmy Jork v Pardubicích (2006), rekonstrukce SOŠ Rybitví (2007), rekonstrukce náměstí Legií v Pardubicích (2008) či architektonické řešení a interiéry rekonstrukce Plaveckého areálu Pardubice (2009).
Jaroslav Menšík je ženatý a má dva syny – Dalibor a Marek. Žije ve městě Pardubice, konkrétně v části Zelené Předměstí. Volný čas tráví s rodinou, mezi jeho koníčky patří tenis a kultura.

## Politické působení
V komunálních volbách v roce 2006 kandidoval jako nezávislý za Sdružení pro Pardubice (tj. SNK-ED a nezávislí kandidáti) do Zastupitelstva města Pardubice a městského obvodu Pardubice I, ale ani v jednom případě neuspěl. Za stejný subjekt kandidoval také ve volbách v roce 2010, tentokrát však uspěl v rámci městského obvodu. Následně se v listopadu 2010 stal starostou městského obvodu Pardubice I.
Před komunálními volbami v roce 2014 vstoupil do hnutí ANO 2011 a vedl kandidátku hnutí v rámci městského obvodu Pardubice I. Mandát zastupitele obhájil a v listopadu 2014 byl po druhé zvolen starostou. Ve volbách v roce 2014 byl také zvolen zastupitelem města Pardubice. V listopadu 2014 se stal radním města.
V krajských volbách v roce 2016 kandidoval za hnutí ANO 2011 do Zastupitelstva Pardubického kraje, ale neuspěl.
Ve volbách do Senátu PČR v roce 2016 kandidoval za hnutí ANO 2011 v obvodu č. 43 – Pardubice. Se ziskem 15,57 % hlasů postoupil z druhého místa do druhého kola, v němž prohrál poměrem hlasů 29,70 % : 70,29 % s kandidátkou hnutí Nestraníci a KDU-ČSL Miluší Horskou. Senátorem se tak nestal.